# Генріх Штурм
Генріх Штурм (нім. Heinrich Sturm; 12 червня 1920, Дібург, Німецька імперія — 22 грудня 1944, Чор, Угорське королівство) — німецький льотчик-ас винищувальної авіації, гауптман люфтваффе (1944). Кавалер Лицарського хреста Залізного хреста.

## Біографія
Після закінчення льотної підготовки влітку 1941 року зарахований в 6-у ескадрилью 52-ї винищувальної ескадри. Учасник Німецько-радянської війни, до кінця 1941 року здобув 3 перемоги. Потім служив інструктором авіаційного училища і повернувся до своєї ескадри лише в листопаді1942 року. 17 грудня 1942 року збив ще 9 радянських літаків. 15 квітня 1943 року здобув свою 20-у перемогу. 20 квітня збив 5 літаків противника, і кількість його перемог досягла 30, а 30 червня — 40. З 1 вересня 1943 року — командир 4-ї ескадрильї своєї ескадри. 30 листопада 1943 року здобув 75-ту, а 23 березня 1944 року — 100-ту перемогу. 16 квітня 1944 року під час нальоту радянських бомбардувальників на Херсон Штурм був тяжко поранений уламком бомби і до серпня перебував у шпиталі. З 1 вересня 1944 року — командир 5-ї ескадрильї 52-ї винищувальної ескадри. 22 грудня 1944 року здобув 2 перемоги, а потім під час зльоту з аеродрому Чор його Bf.109G-6 зіткнувся з вантажівкою, яка несподівано виїхала на злітну смугу і Штурм загинув.
Всього за час бойових дій збив 157 радянських літаків.

## Нагороди
- Нагрудний знак пілота
- Залізний хрест 2-го і 1-го класу
- Почесний Кубок Люфтваффе (26 липня 1943)
- Німецький хрест в золоті (23 липня 1943)
- Лицарський хрест Залізного хреста (26 березня 1944) — за 82 перемоги.
- Авіаційна планка винищувача